# Emanuele Filiberto Manfredi Luserna d'Angrogna
Emanuele Filiberto Manfredi Luserna d'Angrogna (Cuneo, 1557 – 1616) è stato un militare italiano, figlio secondogenito di Carlo Manfredi Luserna d'Angrogna e di Beatrice di Savoia Racconigi.

## Biografia
Nel 1557 il padre Carlo era governatore di Cuneo, città piemontese restata fedele al duca di Savoia, mentre lo Stato era occupato in gran parte dai francesi. Il governatore francese del Piemonte, Charles I de Cossé, signore di Brissac, cercò di conquistare Cuneo e la pose sotto assedio.
Il siniscalco di Saluzzo, Gerolamo Porporato e suo fratello Giovan Angelo consigliarono allora Brissac di rapire Emanuele Filiberto, allora neonato e tenuto a balia in un paesino del monregalese, e di minacciare il padre di ucciderlo se questi non si fosse arreso. Brissac accettò la proposta e rapì il neonato. Il ricatto, tuttavia, non riuscì e allora Brissac lasciò l'assedio e restituì il neonato al padre.
Nel 1572 Carlo Manfredi Luserna d'Angrogna, non più in buoni rapporti col duca di Savoia, inviò il figlio in Spagna, perché servisse da paggio alla corte di Filippo II.
Emanuele Filiberto dopo un certo tempo rientrò in Piemonte e intraprese la carriera militare, diventando governatore della Val Pellice e Val Chisone (1583-84), di Savigliano (1584-89) e di Cavour.